# Військовослужбовець

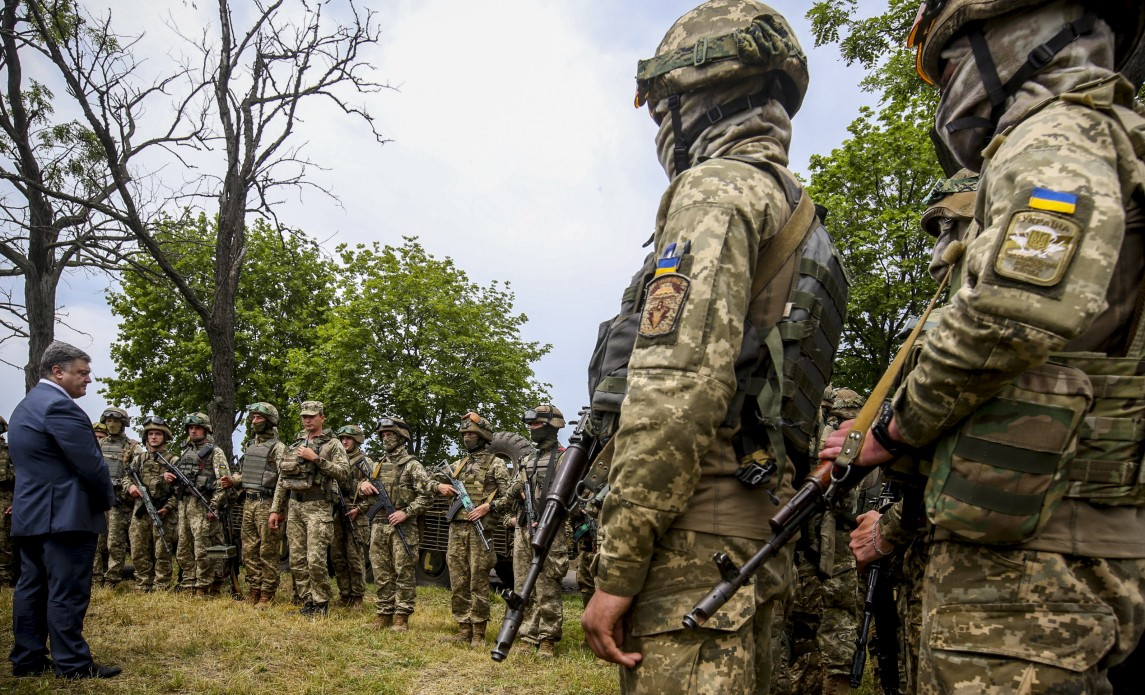
Робоча поїздка до Миколаївської області.

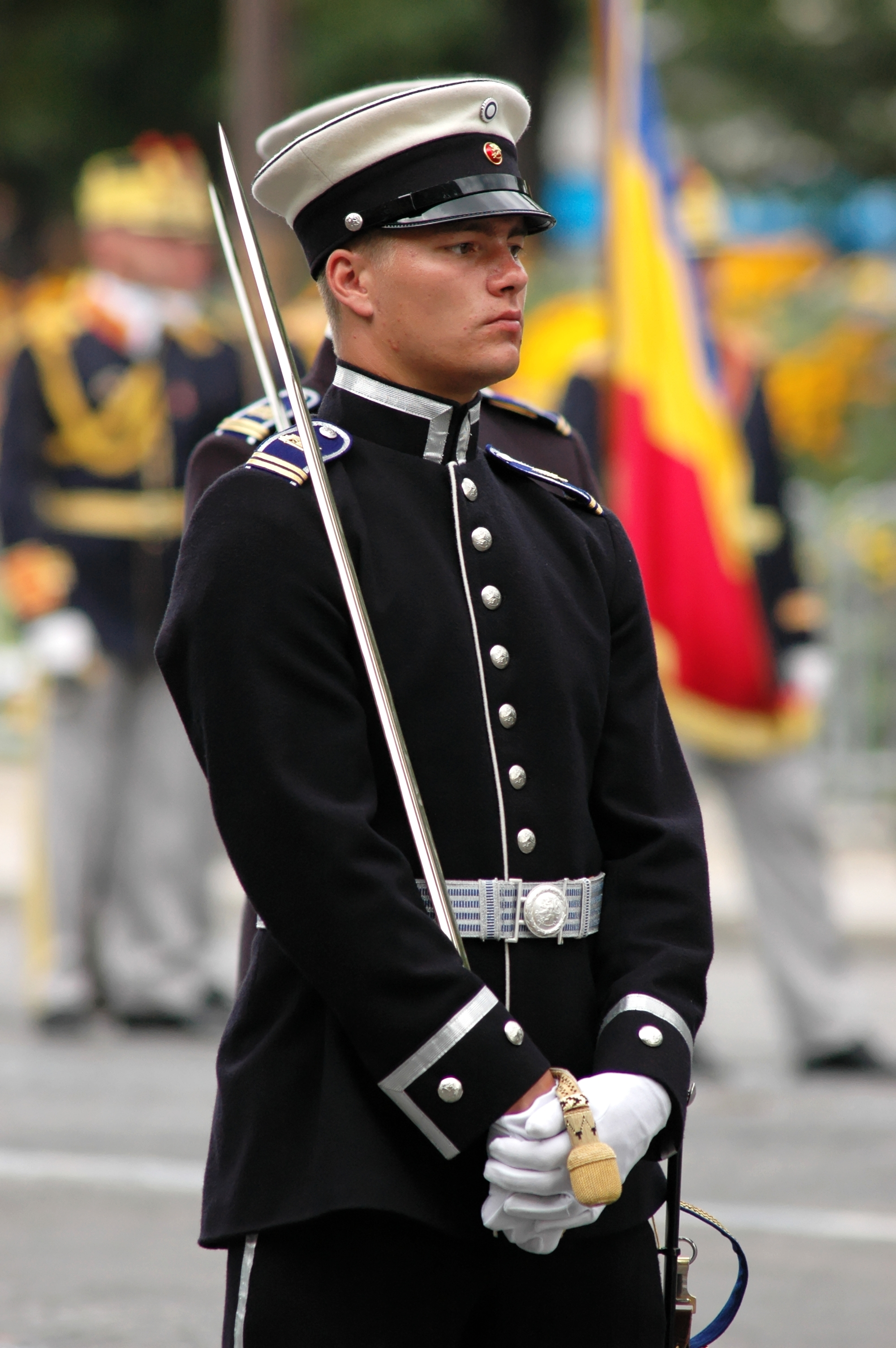
Військовий кадет у Фінляндії

Військовослужбо́вець, військови́к, військо́вий — людина, що служить у Збройних силах країни (англ. military serviceman або англ. military personnel).

## В Україні
Військовослужбовці — громадяни України, які проходять дійсну військову службу у складі Збройних сил України, Державній прикордонній службі України, Національній гвардії України та в інших військових формуваннях відповідно до Закону України.
До військовослужбовців належать особи офіцерського складу, сержантського складу, мічмани, військовослужбовці строкової служби та військової служби за контрактом Збройних сил України, Державної прикордонної служби України, Служби безпеки України, військ цивільної оборони, а також інших військових формувань, створених відповідно до законодавства України, військовослужбовці жінки, курсанти військово-навчальних закладів.
Усі військовослужбовці мають відповідні військові звання, користуються всією повнотою соціально-економічних, політичних та особистих прав і свобод, виконують обов'язки громадян України, передбачені Конституцією України.
Права й обов'язки військовослужбовців, які випливають з умов військової служби, визначені Законами України, військовими статутами, інструкціями, положеннями, а також наказами командирів і начальників. Військовослужбовці перебувають на державному утриманні (грошовому і натуральному продовольчому забезпеченні).
Військовослужбовці та їхні сім'ї користуються пільгами, встановленими законодавством України. Законодавством передбачено також правопорушення, за скоєння яких несуть відповідальність винятково військовослужбовці. Сферу застосування до військовослужбовців заходів адміністративної відповідальності дещо звужено. Командири (начальники) мають спеціальні повноваження щодо притягнення військовослужбовців до відповідальності (право арешту в дисциплінарному порядку з порушенням кримінальних справ, проваджень дізнання в установлених законом випадках, право ухвалювати рішення про передачу матеріалів правопорушення військовому прокуророві тощо). Розгляд усіх кримінальних справ щодо військовослужбовців здійснюють тільки військові. Військовослужбовців, які відслужили встановлені законом терміни служби, звільняють у запас.
Про пенсійне забезпечення осіб, звільнених з військової служби, та деяких інших осіб.
До військовослужбовців належать:
а) особи офіцерського складу, прапорщики і мічмани, військовослужбовці надстрокової служби та військової служби за контрактом;
б) особи начальницького і рядового складу органів внутрішніх справ України, особи начальницького складу податкової міліції, особи начальницького і рядового складу Державної кримінально-виконавчої служби України, особи начальницького і рядового складу органів і підрозділів цивільного захисту;
в) особи з-поміж військовослужбовців Збройних Сил, інших військових формувань, органів державної безпеки та внутрішніх справ колишнього Союзу РСР, Національної гвардії України, Державної прикордонної служби України, військ цивільної оборони України;
г) особи начальницького і рядового складу державної пожежної охорони, особи начальницького і рядового складу Державної служби спеціального зв'язку та захисту інформації України;
д) громадяни інших держав з-поміж військовослужбовців збройних сил та інших військових формувань, утворених відповідно до законодавства цих держав, які постійно проживають в Україні, і відповідно до міжнародних договорів, згода на обов'язковість яких надана Верховною Радою України, їх пенсійне забезпечення здійснюється згідно із законодавством держави, на території якої вони проживають;
є) особи з-поміж військовослужбовців строкової служби та члени сімей осіб офіцерського складу, прапорщиків і мічманів, військовослужбовців надстрокової служби та військової служби за контрактом та деяких інших осіб.
Про соціальний і правовий захист військовослужбовців і членів їхніх сімей.
До військовослужбовців зараховують:
1) військовослужбовців Збройних Сил України, інших утворених відповідно до законів України військових формувань та правоохоронних органів спеціального призначення (далі - правоохоронних органів), Державної спеціальної служби транспорту, які проходять військову службу на території України, і військовослужбовців зазначених вище військових формувань та правоохоронних органів — громадян України, які виконують військовий обов'язок за межами України, та членів їх сімей;
2) військовослужбовців, які стали інвалідами внаслідок захворювання, пов'язаного з проходженням військової служби, чи внаслідок захворювання після звільнення їх з військової служби, пов'язаного з проходженням військової служби, та членів їх сімей, а також членів сімей військовослужбовців, які загинули, померли чи пропали безвісти;
3) військовозобов'язаних та резервістів, призваних на навчальні (або перевірні) та спеціальні збори, і членів їх сімей
4) військовослужбовці звільнені у запас або у відставку